# مانويل منزل
مانويل منزل (بالألمانية: Manuel Menzel)‏ هو لاعب كرة قدم ألماني في مركز الدفاع، ولد في 29 سبتمبر 1987 في فرانكفورت في ألمانيا. لعب مع Kickers Emden ‏.